# Taraca
Taraca ou Tiraca (Taharka ou Tirhaka) foi quinto faraó da XXV dinastia egípcia e o sexto rei da dinastia napata do Reino de Cuxe que reinou entre 690 a.C. e 664 a.C.. Sucedeu ao seu irmão Xabataca. É mencionado em Isaías como Tiraca, rei da Etiópia.

## Histórico
Taraca era o filho de Piiê e Abar. Dos relatos das varias inscrições em Caua, ficamos sabendo que Taraca, quando jovem de vinte anos, deixou sua amada mãe na Núbia, convocado por seu tio Xabaca, para ajudar em suas façanhas militares na Ásia ocidental. Taraca recebeu treinamento militar e conhecimento de assuntos do Estado sob a tutela de seu tio. Depois disso de ser coroado Taraca já tinha sido general de seu irmão e antecessor Xabataca.
Coroado aos 32 anos de idade, em Mênfis, cidade que também funcionaria como a sua sede de governo, o seu reinado é o mais esplêndido de todos os reinados cuxitas no Egito. Após um período de secas, no ano 6 do seu reinado o Egito conheceu uma cheia que gerou grandes colheitas agrícolas, muito celebrada na época em inscrições realizadas em Copto, Tânis e Caua. Nestas inscrições pode ler-se como o evento das cheias foi interpretado como uma intervenção divina de Amom-Rá, que o teria escolhido como rei.
Apoiou rebeliões na região da Palestina com o objetivo de debilitar o poder dos Assírios, que tinham penetrado na região. Ele se aliou a Luli, rei de Tiro, e a Ezequias, rei de Judá. Em 673 a.C., Taraca e os seus aliados alcançam ali uma vitória, que se traduziu na expulsão dos Assírios. Em 671 a.C., o rei assírio Assaradão invade a região do Delta dividindo-a entre cerca de vinte príncipes, o chefe dos quais era o meio-líbio Necao I. Alguns príncipes do Baixo Egito aproveitam o acontecimento para se revoltar, outros continuaram a apoiar Taraca, que conseguiria reconquistar brevemente o Baixo Egito em 669 a.C.. Assaradão enviou uma força para lutar contra Taraca, mas morreu no caminho. Alguns anos mais tarde, Taraca foi derrotado, em Mênfis, por Assurbanípal. Necao, que havia conspirado com Taraca, foi perdoado, e se tornou o governador do Egito, reduzido a uma província assíria. Taraca parte então para Napata, onde morre em 663 a.C.. Seu sucessor em Cuxe foi seu sobrinho Tanutamon, filho de Xabataca que pretendeu recuperar o Egito.
Taraca ordenou um vasto programa de construções na Núbia, em Napata, Jebel Barcal, Meroé, Semna, entre outros locais. No templo de Amom em Carnaque destaca-se uma alta colunata mandada por si edificar. Perto do templo de Amom, ele patrocinou a construção de várias capelas para Osíris, dedicadas ao deus pelo rei e pela adoradora divina de Amom, Xepenupete II.
Taraca foi sepultado num túmulo que apresenta uma forma piramidal, situado em Nuri (Nu 1), a norte de Napata, onde foram encontradas mais de 10 000 estatuetas funerárias suas.

## Titulatura
| G39 | N5 | \| \| |
|     |    |       |

|  |

| G39 | N5 | \| \| |
|     |    |       |

|  |

|          |           |
| \| \| \| |           |
|          |           |
| N17 · O4 | E23 · N29 |

| N17 · O4 | E23 · N29 |

|          |           |
| \| \| \| |           |
|          |           |
| N17 · O4 | E23 · N29 |

| N17 · O4 | E23 · N29 |

|          |           |
| \| \| \| |           |
|          |           |
| N17 · O4 | E23 · N29 |

| N17 · O4 | E23 · N29 |

|          |           |
| \| \| \| |           |
|          |           |
| N17 · O4 | E23 · N29 |

| N17 · O4 | E23 · N29 |

| nswt&bity |

| nswt&bity |

|                   |     |          |     |     |
| \| \| \| \| \| \| |     |          |     |     |
|                   |     |          |     |     |
| N5                | F35 | X1 · U15 | Aa1 | G43 |

| N5 | F35 | X1 · U15 | Aa1 | G43 |

|                   |     |          |     |     |
| \| \| \| \| \| \| |     |          |     |     |
|                   |     |          |     |     |
| N5                | F35 | X1 · U15 | Aa1 | G43 |

| N5 | F35 | X1 · U15 | Aa1 | G43 |

|                   |     |          |     |     |
| \| \| \| \| \| \| |     |          |     |     |
|                   |     |          |     |     |
| N5                | F35 | X1 · U15 | Aa1 | G43 |

| N5 | F35 | X1 · U15 | Aa1 | G43 |

|                   |     |          |     |     |
| \| \| \| \| \| \| |     |          |     |     |
|                   |     |          |     |     |
| N5                | F35 | X1 · U15 | Aa1 | G43 |

| N5 | F35 | X1 · U15 | Aa1 | G43 |